# Fernandes Guitars
Fernandes Guitars é uma fabricante de guitarras e acessórios, que se originou no Japão em 1969, construindo guitarras flamenco. Enquanto a companhia crescia ela expandia a produção para incluir mais guitarras acústicas, guitarras elétricas, Baixos, amplificadores, e acessórios, para se tornar uma das maiores fabricantes de guitarras no Japão. A Fernandes também possui uma marca para cópias Gibson: Burny.
Apesar de sua grande capacidade de produção, a Fernandes é mais conhecida nos Estados Unidos por causa do seu sistema Sustainer, que utiliza electromagnetismo para vibrar uma corda por um período estendido, tão longo quanto o usuário mantiver a nota pressionada. Diferentemente do sustainer manual E-Bow, o Sustainer Fernandes pode ser utilizado com palhetas padrão, pois o sustainer é embutido no corpo da guitarra. A Fernandes custom shop instalou numerosos Sustainers em guitarras construídas por outras fabricantes.
A Fernandes continua a fabricar guitarras, que preenchem as linhas de instrumentos de baixo custo para iniciantes até modelos customizados de qualidade excepcional.
A fabricação dos baixos elétricos Fernandes no Japão se tornou destaque por volta de 1982, quando a fabricante Fender suspendeu suas operações nos E.U.A e teve sua marca vendida. Então começou a fabricação dos baixos elétricos Fernandes pelas industrias da Fender, aprimorando as linhas Jazz Bass e Precision Bass nestes modelos. Mais tarde aconteceu o mesmo no México, mas não com a mesma ênfase das indústrias japonesas.
Em 2000, a Fernandes fez uma guitarra para promover o video game UmJammer Lammy, similar às guitarras Lammy.